# Baszk Parlament
A Baszk Parlament, Baszkföld autonóm közösségének, egykamarás, törvényhozó testülete. Megválasztják Baszkföld kormányfőjét, jóváhagyja a helyi költségvetést valamint ellenőrzi és előmozdítja a Baszk kormány működését.

## Történelem
A Baszk Parlament az 1936-os baszk alaptörvény nyomán jött létre. Ebben meghatározták Baszkföld és a Spanyol állam közti munkamegosztást, az autonómia hatásköreit.  Azonban a spanyol polgáháború és Francoék győzelme lehetetlenné tette az autonómia megvalósulását.
A Baszk Parlament 1979-ben jött létre, amikor életbe lépett Baszkföld alaptörvénye. Az első ülésre 1980. március 31-én került sor a Guernica-fa mellett, egyben az egykori baszk fueróknak is szimbóluma volt. A második ülésre Bilbaóban került sor a Bizcayai Kirendeltség épületében került sor. A harmadik ideiglenes ülésre Álavában került sor.
1982-ben került jelenlegi helyére a parlament.

## Választási rendszer
A Baszk Parlamentnek összesen 75 mandátuma van, amely Baszkföld három tartományának a lakóit képviseli: Álava, Guipúzcoa és Vizcaya. Mindegyik tartományban egyenként 25 mandátumot lehet megválasztani. A parlament összes ülését a régió mindkét hivatalos nyelvén meg kell tartani: spanyolul és baszkul.
A képviselők megválasztásakor fontos cél, hogy a női képviselő-jelöltek is egyenlő eséllyel induljanak: A zárt listás, arányos képviseleti szavazáson kell lennie női jelöltnek a férfi mellett. Jelenleg a parlament 40 női és 35 férfi képviselőből tevődik össze.
A parlament jelképe egy tölgyfa-szobor, amelyet Nestor Basterretxea baszk szobrászművész készített. Jelképezi egyben a hagyományos, baszk gyűléseket a Guernica-fa alatt.